# Arístides González
Arístides González Ortiz (* 12. Februar 1961) ist ein ehemaliger Mittelgewichts-Boxer aus Puerto Rico und Bronzemedaillengewinner der Olympischen Sommerspiele von 1984.

## Werdegang
Arístides González war während seiner Wettkampfkarriere 1,86 m groß und boxte im Mittelgewicht (bis 75 kg). Bei den 23. Olympischen Sommerspielen 1984 in Los Angeles, gewann er gegen Otosico Havili aus Tonga 4:1, Paulo Tuvale aus Samoa 5:0 und Pedro van Raamsdonk aus den Niederlanden 4:1, ehe er im Halbfinale gegen den späteren Olympiasieger Shin Joon-sup aus Südkorea 1:4 unterlag und so auf dem dritten Platz landete.